# Joana Vasconcelos
|  | Per a altres significats, vegeu «Joana Vasconcelos (escultora)». |

Joana Sofia Barbosa Vasconcelos (Porto, 22 de febrer de 1991) és una esportista portuguesa que va competir en piragüisme en la modalitat d'aigües tranquil·les, guanyadora d'una medalla de bronze al Campionat Europeu de Piragüisme de 2012, en la prova de K2 200 m.

## Palmarès internacional
| Campionat Europeu | Campionat Europeu | Campionat Europeu | Campionat Europeu |
| Any               | Lloc              | Medalla           | Competició        |
| ----------------- | ----------------- | ----------------- | ----------------- |
| 2012              | Zagreb ( Croàcia) | 3                 | K2 200 m          |